# Domini spagnoli in Italia

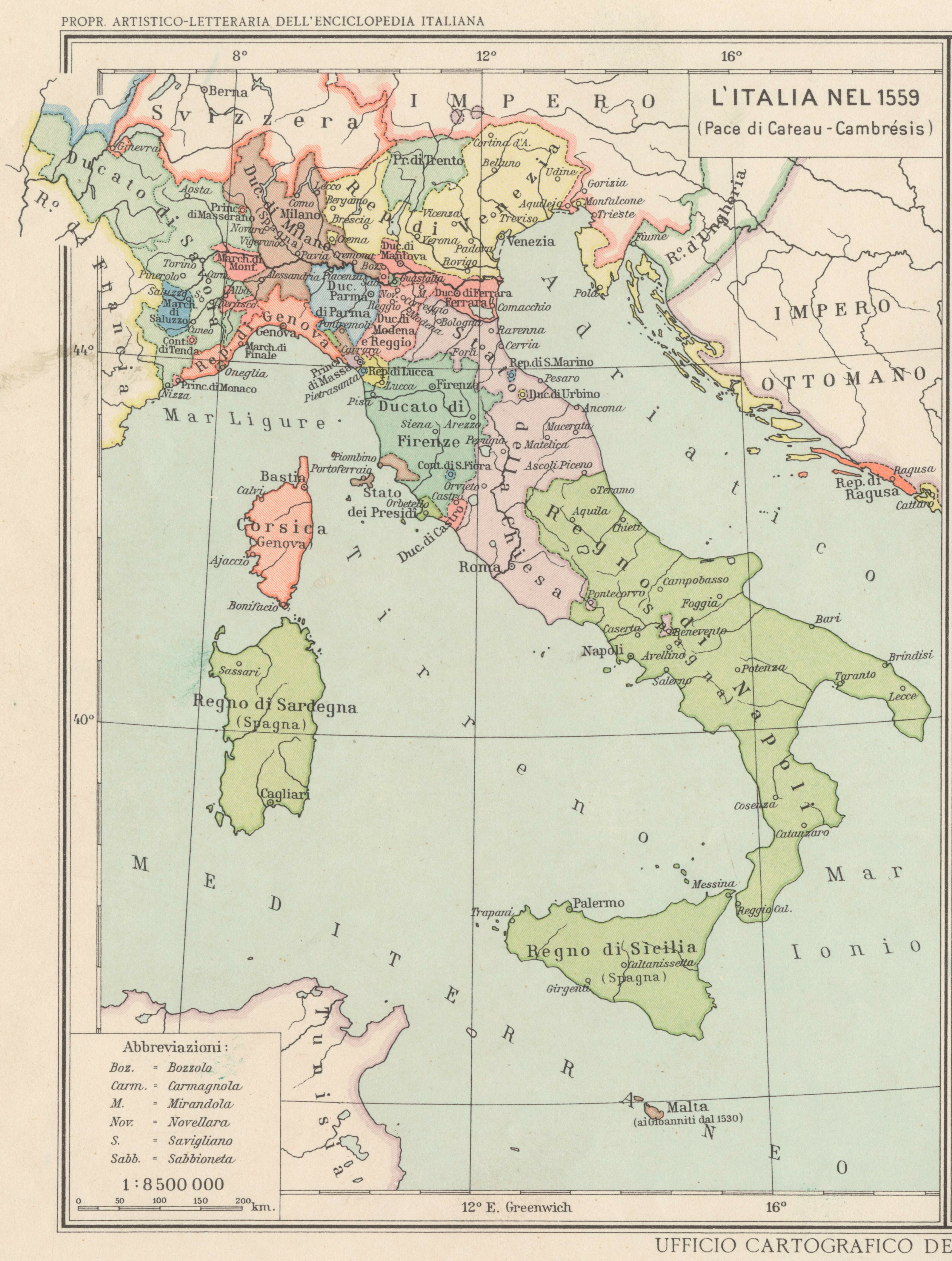
L'Italia dopo la pace di Cateau-Cambrésis (1559)

I domini spagnoli in Italia compresero i tre regni meridionali di Sicilia, Sardegna, e Napoli, cui appannaggio era anche il piccolo protettorato costiero dello Stato dei Presidi, e il Ducato di Milano. Il possesso definitivo di questi stati, conteso dalla Francia, fu riconosciuto alla Spagna asburgica con la pace di Cateau-Cambrésis del 1559 (che pose fine alle guerre d'Italia del XVI secolo) e si protrasse per tutto il Seicento. Per un periodo fu sottoposto alla Spagna anche il Marchesato di Finale.
La competenza su Napoli, Sicilia, e Milano era di spettanza del Supremo Consiglio d'Italia, mentre la Sardegna era amministrata dal Supremo Consiglio d'Aragona. Nei tre regni meridionali, il sovrano spagnolo era rappresentato da un proprio viceré. Il ducato di Milano era invece retto da un governatore, in quanto il re di Spagna lo possedeva nella sua funzione di duca di Milano e, come tale, feudatario del Sacro Romano Impero.
La guerra di successione spagnola, innescata dall'estinzione degli Asburgo di Spagna (1700), si concluse con la perdita di tutti i territori italiani da parte dei nuovi sovrani, i Borbone di Spagna, in favore degli Asburgo d'Austria (che ottennero Milano nel 1707, e Napoli e Sardegna nel 1714, poi scambiando quest'ultima con i Savoia per la Sicilia nel 1718) e dei Savoia (che ottennero la Sicilia nel 1714, poi scambiata con l'Austria per la Sardegna nel 1718). A seguito della guerra di successione polacca, un ramo derivato dai Borbone spagnoli riuscì a scacciare gli austriaci e insediarsi in Napoli e Sicilia (futuro Regno delle Due Sicilie), prendendo il nome di Borbone di Napoli.

## Storia

### Premesse
Le radici della presenza spagnola in Italia sono da rintracciarsi nell'espansione mediterranea della Corona d'Aragona, che si impossessò della Sicilia nel 1282 e della Sardegna nel 1324. A seguito del matrimonio (1469) di Ferdinando II d'Aragona e Isabella I di Castiglia, le due isole entrarono a far parte dei possedimenti della Spagna unificata in quanto vicereami aragonesi. La Spagna completò l'occupazione del mezzogiorno con la conquista del Regno di Napoli nel 1503-1504, prendendo parte alle Guerre d'Italia, insieme al Sacro Romano Impero, contro il Regno di Francia, che controllava il Ducato di Milano.

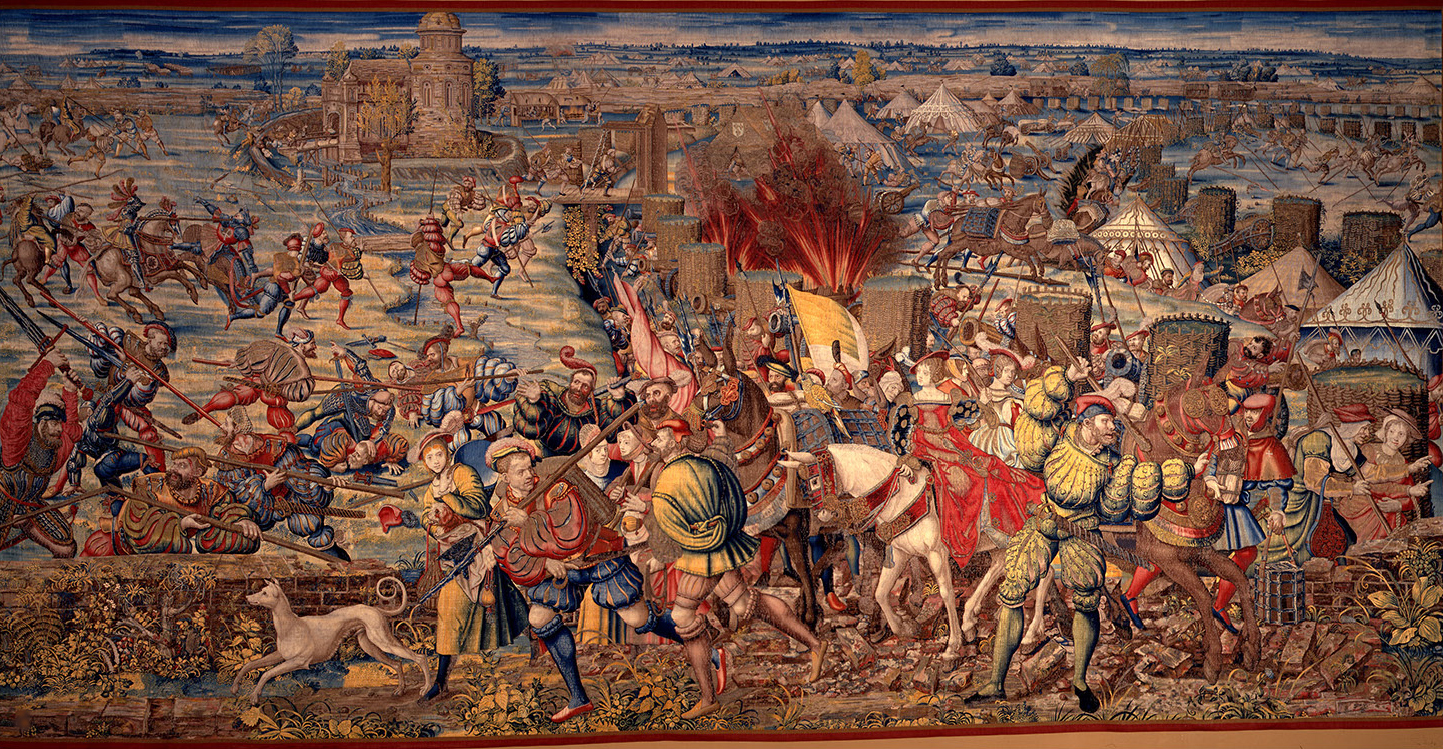
Battaglia di Pavia, arazzo, Napoli, Museo Nazionale di Capodimonte.

Con l'elezione ad imperatore (1519) di Carlo V d'Asburgo, che era altresì Principe dei Paesi Bassi, Re di Spagna, e Arciduca d'Austria, l'Italia si trovò al centro delle mire espansionistiche dell'Imperatore, anche al fine di collegare meglio, così consolidando, i propri domini iberici e germanici. Le ostilità presero avvio nel 1521 e si conclusero, dopo l'importante battaglia di Pavia, favorevolmente per le truppe imperiali nel 1530; tra i vari episodi delle ostilità in Italia si segnala il sacco di Roma del 1527. L'ufficialità della chiusura del primo periodo delle guerre tra Francia ed Impero Asburgico per l'egemonia in Europa fu data dal Congresso di Bologna (1529-1530), nel corso del quale l'imperatore fu incoronato solennemente da Papa Clemente VII, ma soprattutto fu sancito il definitivo passaggio dell'Italia nell'orbita Imperiale, in quanto, agli originari domini nel Mezzogiorno spagnoli, si aggiungeva il dominio indiretto sui feudi imperiali d'Italia.
Così, nel 1535, Carlo V poté prendere il controllo diretto del Ducato di Milano, feudo imperiale rimasto vacante a seguito dell'estinzione degli Sforza. Nel 1540 (segretamente) e poi nel 1556 (ufficialmente), Carlo V nominò Duca di Milano suo figlio Filippo II. Ciò provocò la ripresa della guerra tra la Francia e gli Asburgo, che si concluse solo nel 1559, quando, cambiati i maggiori contendenti in quanto a Francesco I, sul trono di Francia, era succeduto Enrico II, mentre Carlo V d'Asburgo, abdicando nel 1556, aveva diviso i suoi domini affidando al figlio Filippo i domini spagnoli, comprendenti, tra l'altro, i territori ereditari italiani, e al fratello Ferdinando I d'Asburgo il titolo di Imperatore e i domini germanici, si poté giungere alla pace di Cateau-Cambrésis che sanciva la conclusione delle pretese francesi sull'Italia.

### Il Seicento
Dalla pace di Cateau Cambrésis in poi, la Spagna poté esercitare il proprio dominio sui tre stati facenti parte del Supremo Consiglio d'Italia: il Ducato di Milano, il Regno di Napoli (comprensivo dello Stato dei Presidi), ed il Regno di Sicilia.

#### Contesto storico
Nonostante le guerre citate e l'apertura di grandi rotte commerciali al di fuori del Mediterraneo, l'Italia del secondo cinquecento fu oggetto di un notevole sviluppo economico e demografico (la cosiddetta "estate di San Martino") fino al 1600. La tratta atlantica diventerá però un fattore decisivo nell'economia mondiale nel corso XVII secolo, e da essa l'Italia era tagliata fuori. Inoltre, dal 1640 in poi l'Italia meridionale subì un notevole declino economico sulla scorta della penisola iberica, che produsse di conseguenza una diminuzione demografica e l'aumento delle rivolte contro i dominatori, come quella napoletana del 1647.
Le devastazioni belliche a seguito della guerra dei trent'anni in Germania colpirono anche l'Italia settentrionale: il principale di questi scontri che vide contrapposti gli interessi imperiali a quelli francesi fu la guerra di successione di Mantova e del Monferrato. La forte pressione fiscale esercitata dalla Spagna sui suoi domini, dovuta alle esorbitanti spese di guerra, invece si fece sentire con gravissime conseguenze in tutto il meridione ed in Lombardia, mentre i vuoti lasciati dalla grave pestilenza del 1630 ebbero effetti devastanti sull'economia italiana del tempo. È un dato di fatto che fin dal quarto decennio del XVII secolo quasi tutta l'Italia era passata ad essere un'area con gravi problemi di sottosviluppo economico, politicamente amorfa, socialmente disgregata. Fame e malnutrizione regnavano incontrastate in molte regioni peninsulari e nelle due isole maggiori.

Il declino culturale dell'Italia non marciò di pari passo con quello politico, economico e sociale.
È questo un fenomeno riscontrabile in molti paesi, Spagna compresa. Se nel Cinquecento il Rinascimento italiano produsse i suoi frutti più maturi e si impose all'Europa del tempo, l'arte ed il pensiero barocchi, elaborati a Roma a cavallo fra Cinquecento e Seicento, avranno una forza di attrazione ed una proiezione internazionale non certo inferiori. È comunque un dato di fatto che ancora per tutta la prima metà del Seicento ed oltre l'Italia continuò ad essere un paese vivo, capace di elaborare un pensiero filosofico (Giordano Bruno, Tommaso Campanella, Paolo Sarpi) e scientifico (Galileo Galilei, Evangelista Torricelli) di altissimo profilo, una pittura sublime (Caravaggio), un'architettura unica in Europa (Gianlorenzo Bernini, Borromini, Baldassare Longhena, Pietro da Cortona) ed una musica, sia strumentale (Arcangelo Corelli, Girolamo Frescobaldi, Giacomo Carissimi) che operistica (Claudio Monteverdi, Francesco Cavalli), che fece scuola. A questo proposito ricordiamo che il melodramma è una tipica creazione dell'età barocca.

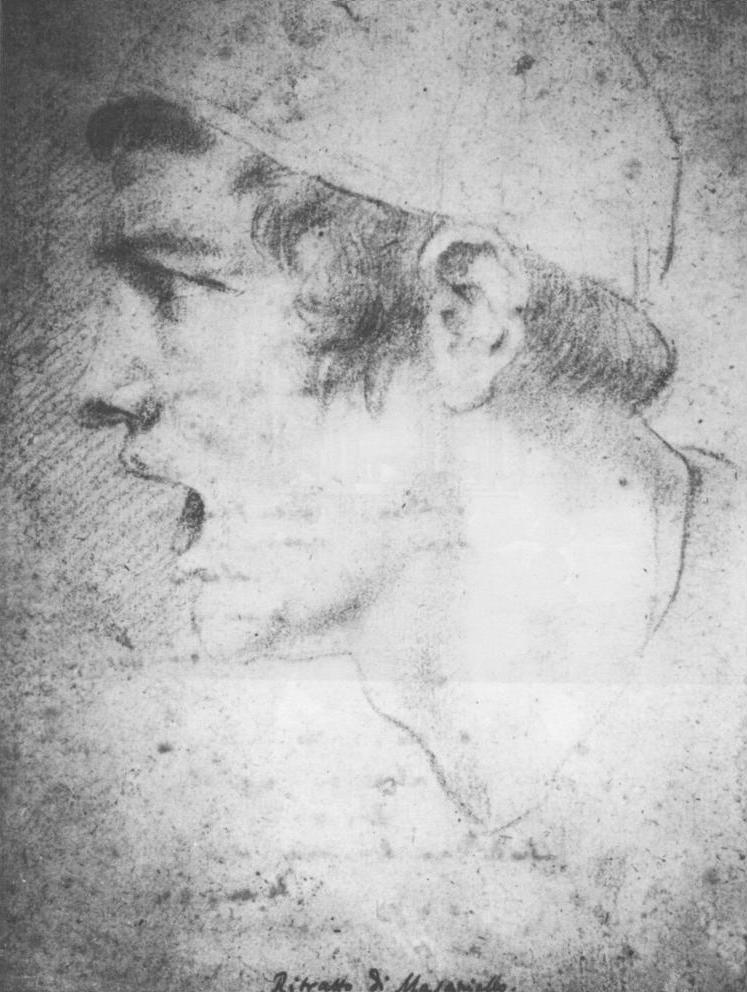
Masaniello ritratto da Aniello Falcone, 1647.

#### La particolarità di Milano
Il Ducato di Milano costituiva il punto di partenza del Cammino di Fiandra. Era quindi di cruciale importanza strategica per la Spagna in quanto vi transitavano truppe iberiche destinate a combattere nella Guerra degli ottant'anni. E tuttavia l'autorità del Re di Spagna su Milano trovava ostacoli nell'Imperatore e nel Papa, in quanto il Re spagnolo agiva formalmente come vassallo dell'Imperatore (come gran parte dei duchi e principi dell'Italia centro-settentrionale) e non disponeva dell'autorità ecclesiastica (esercitata invece da potenti Arcivescovi di Milano, come Carlo e Federico Borromeo, nominati dal Papa). Ciò portò spesso a conflitti di autorità in Lombardia, in particolare tra consejo de Italia a Madrid e Consiglio Aulico Imperiale di Vienna in merito a competenze giuridiche e passaggio di truppe, problematica che mai si verificò (se non in caso di rivolte) nei possedimenti personali e diretti del Re di Spagna nel mezzogiorno. Celebre anche la decisione dell'arcivescovo Carlo Borromeo di scomunicare il governatore Spagnolo, costringendo Filippo II a nominarne un altro. La Lombardia seicentesca è teatro dei Promessi Sposi di Alessandro Manzoni, opera in cui si ricorda, tra l'altro, la diffusione della peste portata dai Lanzichenecchi Imperiali diretti a saccheggiare Mantova.

#### La rivolta di Masaniello e la Repubblica napoletana
Gli spagnoli oppressero la popolazione italiana con tasse elevate, suscitando il malcontento della popolazione che in alcuni casi insorse. Una delle rivolte alla dominazione spagnola più note di questo periodo è quella del pescatore Masaniello a Napoli. La rivolta fu scatenata dall'esasperazione delle classi più umili verso le gabelle imposte sugli alimenti di necessario consumo. Il grido con cui Masaniello sollevò il popolo il 7 luglio fu: «Viva il re di Spagna, mora il malgoverno», secondo la consuetudine popolare tipica dell'Ancien régime di cercare nel sovrano la difesa dalle prevaricazioni dei suoi sottoposti. Dopo dieci giorni di rivolta che costrinsero gli spagnoli ad accettare le rivendicazioni popolari, a causa di un comportamento sempre più dispotico e stravagante Masaniello fu accusato di pazzia, tradito da una parte degli stessi rivoltosi ed assassinato all'età di ventisette anni.

Con la fine di Masaniello la rivolta tuttavia non si spense ed anzi assunse, sotto la guida del nuovo capopopolo Gennaro Annese, un marcato carattere antispagnolo. Gli scontri con la nobiltà ed i soldati si susseguirono violentissimi nei mesi successivi, fino alla cacciata degli spagnoli dalla città. Il 17 dicembre fu infine proclamata la Real Repubblica Napoletana sotto la guida del duca francese Enrico II di Guisa, che in qualità di discendente di Renato d'Angiò rivendicava diritti dinastici sul trono di Napoli. La Francia, all'epoca saldamente guidata dal cardinale Mazzarino, sostenne la rivolta in funzione antispagnola ed appoggiò l'impresa di Enrico II di Guisa allo scopo di far rientrare il Regno di Napoli sotto l'influenza francese. L'esempio di Masaniello fu poi seguito anche da popolani di altre città: da Giuseppe d'Alessi a Palermo, e da Ippolito di Pastina a Salerno. La parentesi rivoluzionaria si concluse solo il 6 aprile 1648, quando don Giovanni d'Austria, figlio naturale di Filippo IV, alla guida di una flotta proveniente dalla Spagna riprese il controllo della città.

#### Le rivolte antispagnole di Palermo e Messina
Dal maggio all'agosto 1647 ci fu una insurrezione a Palermo. Quindi nel 1674 anche Messina si ribellò alla Spagna ma, non potendo sostenere da sola tale contrapposizione, chiese la protezione del re francese Luigi XIV, riuscendo così a mantenersi indipendente dall'impero spagnolo, anche se con gravissime difficoltà. I ribelli erano chiamati Malvizzi, i filo-spagnoli Merli.
Nel 1678, con la firma della pace di Nimega tra Francia e Spagna, la città fu abbandonata a sé stessa dai Francesi e subì una crudele riconquista spagnola. Rioccupata, Messina fu dichiara morta civilmente e privata di tutti i privilegi storici goduti sin dai tempi di Roma; fu abolita la Zecca, chiusa l'Università, abolito il Senato cittadino, il cui palazzo fu distrutto; fu fatto calpestare ai cavalli l'Orto botanico e fu sciolto l'ordine militare nobiliare dei Cavalieri della Stella. Inoltre venne costruita una imprendibile fortezza pentagonale nella zona portuale, al Realcittadella, per tenere sotto stretto controllo militare la città. La riconquista spagnola concluse uno dei periodi più floridi della storia della città. Molti cittadini furono banditi; tra questi lo scienziato e docente universitario Giovan Antonio Borelli, condannato a morte in contumacia.
Nel 1701, più di cinquant'anni dopo la rivolta popolare di Napoli, ci fu un altro tentativo di insurrezione contro il governo spagnolo, ma stavolta da parte della nobiltà: la congiura di Macchia. La ribellione nobiliare fallì anche a causa di una scarsa partecipazione dei ceti umili, memori dell'ostilità dei nobili durante la rivolta di Masaniello. Fallita anche la congiura di Macchia, il dominio spagnolo su Napoli continuò senza più opposizioni fino al 1707, anno in cui la guerra di successione spagnola pose fine al viceregno iberico sostituendogli quello austriaco. La notizia della ribellione guidata dal pescivendolo napoletano varcò i confini del regno ed attraversò rapidamente tutta l'Europa.

#### Riferimenti letterari
Lo scrittore modenese Alessandro Tassoni (secolo XVII) esorta gli Italiani a ribellarsi contro il giogo spagnolo. Nelle Filippiche contro gli Spagnuoli scrive tra l'altro che gli Spagnoli sono "avari e rapaci, se il suddito è ricco; insolenti, s'egli è povero". Poco più oltre afferma: "Indarno si cerca di mitigare la loro superbia con l'umiltà: le rapine chiamano provéccio, la tirannide ragion di stato; e saccheggiate e disertate che hanno le province, dicono di averle tranquillate e pacificate".
Alessandro Manzoni nei Promessi sposi in più punti critica aspramente il dominio e lo sfruttamento spagnolo nel Ducato di Milano nel Seicento. Nel capitolo I del romanzo lo scrittore scrive sarcasticamente che - nel borgo presso Lecco dove sono ambientate le vicende - esisteva una "stabile guarnigione di soldati spagnoli, che insegnavano la modestia alle fanciulle e alle donne del paese, accarezzavano di tempo in tempo le spalle a qualche marito, a qualche padre; e, sul finir dell'estate, non mancavan mai di spandersi nelle vigne, per diradar l'uve, e alleggerire ai contadini le fatiche della vendemmia". Più oltre Manzoni sottolinea come "l'impunità era organizzata, e aveva radici che le gride non toccavano, o non potevano smovere". In questa società, dominata dagli Spagnoli, "il clero vegliava a sostenere e ad estendere le sue immunità, la nobiltà i suoi privilegi, il militare le sue esenzioni".

### Il XVIII secolo e la guerra di successione spagnola

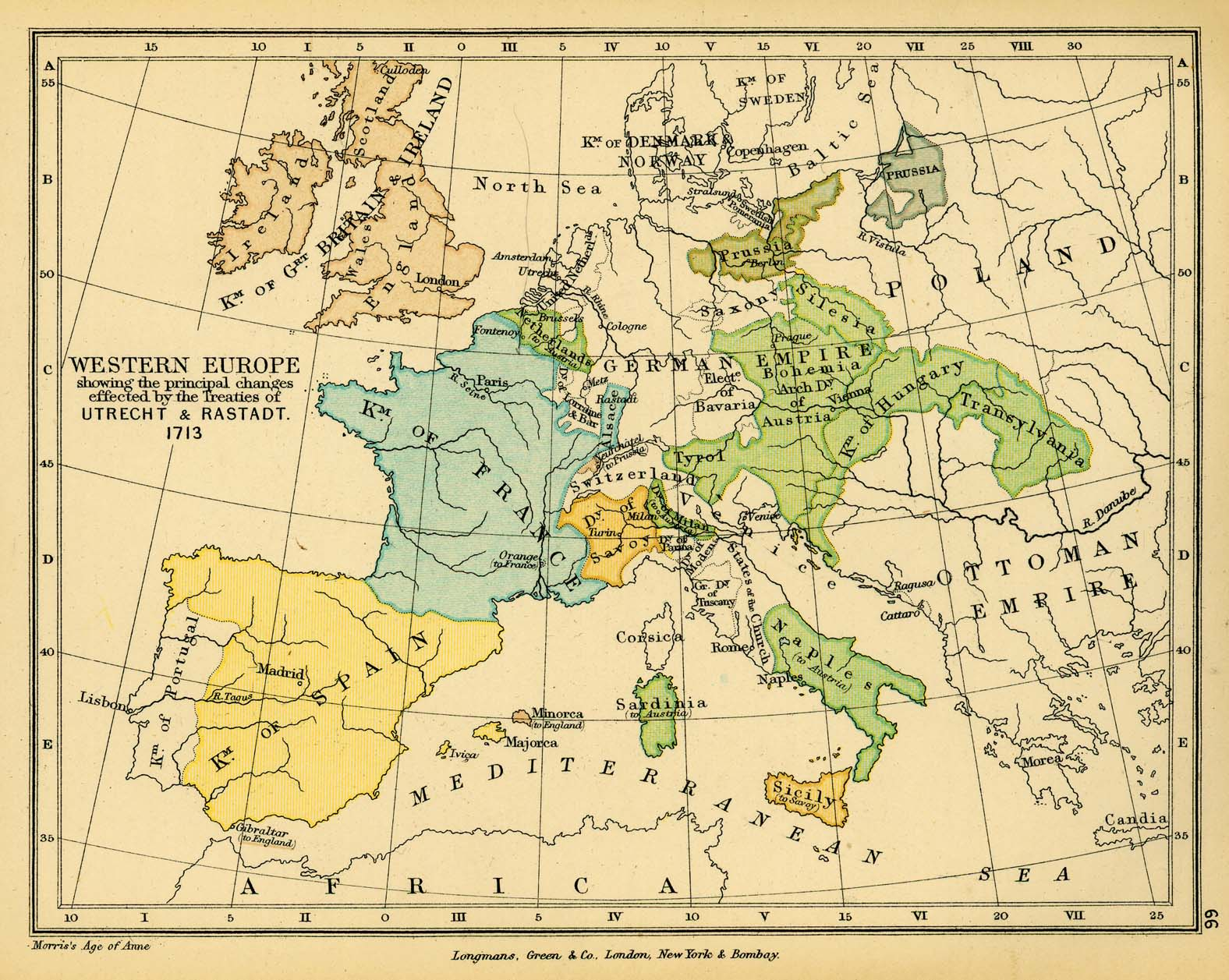
L'europa nel 1713, dopo la pace di Utrecht.

Il 1º novembre 1700 morì Carlo II di Spagna, da tempo malato. La maggior parte delle dinastie regnanti al momento vantava parentele con l'illustre moribondo ed erano interessate al trono di Spagna, che sarebbe rimasto vacante con la sua morte. Cinque giorni dopo la morte, per disposizione testamentaria del defunto re, veniva proclamato nuovo re di Spagna il duca Filippo d'Angiò, nipote del re di Francia Luigi XIV, il quale assumeva il nome di Filippo V.
Inghilterra, Austria e Paesi Bassi, intenzionati a impedire che la Spagna passasse sotto l'influenza francese (sarebbe stato infatti molto difficile fronteggiare un'unica sovranità borbonica da entrambe le parti dei Pirenei), strinsero la cosiddetta alleanza dell'Aja (7 settembre 1701), con la quale si impegnavano ad impedire che le volontà testamentarie del defunto re di Spagna trovassero definitiva attuazione. Diedero così inizio alla guerra di successione spagnola, che si combatté per ben dodici anni e coinvolse anche i possedimenti spagnoli in Italia. La guerra si concluse con il trattato di Utrecht (1713), che stabiliva per quanto riguarda l'Italia che:
1. La Spagna cedeva all'Austria il regno di Napoli e quello di Sardegna, nonché il Ducato di Milano, il Marchesato di Finale (successivamente venduto alla Repubblica di Genova) e lo Stato dei Presidii in Toscana.
2. Al duca Vittorio Amedeo II di Savoia venne assegnata la Sicilia con il relativo titolo regio, nonché Casale e tutto il Monferrato, parte della Lomellina e la Valsesia.
3. La città di Mantova rimaneva all'Austria.

La pace di Utrecht segnò dunque la fine dei domini spagnoli in Italia, anche se dopo soltanto un ventennio la dinastia borbonica spagnola riuscì a rientrare in Italia installando due rami cadetti nel Ducato di Parma e nel Regno di Napoli e di Sicilia.